# 濱田智之
濱田 智之（はまだ ともゆき、1968年11月27日 -）は、日本のソングライター、編曲家、音楽プロデューサー。別名義は沢村竣、TOMO。5pb.（その後MAGES.に社名を変更）所属（2007年にT's MUSICから移籍）。2020年にBeyond The Musicへと移籍。音楽プロデューサーとして活動。
2025年よりフリーランスとして活躍中。

## 担当アーティスト
- 亜咲花（CAT entertainment）
- 今井麻美（EARLY WING）[1] [2]
- 小笠原仁（EARLY WING）
- 小坂りゆ
- 榊原ゆい（ラブトラックス）
- 立花理香（EARLY WING）[3]
- 原由実（アーツビジョン）[4][5]
- 堀川かえで（レオパード・スティール）
- ARTERY VEIN（EARLY WING）
- MoeMi（EARLY WING）[6]

and more...

## 概要
正統派ポップスやロック系の曲、壮大なバラード曲を得意としている。
1990年代に大ヒットした「センチメンタルグラフティ」シリーズの音楽（作詞作曲）およびサウンドプロデュースを担当し、同作のキャラソンはオリコンへのランクインを果たした。
過去には「真・女神転生デビルチルドレン」、「グローランサーIV」、「首都高バトル」、「クラシックロード」、「フィッシュアイズ」、「センチメンタルグラフティ」など、多数のゲーム作品に楽曲を提供した。現在は主に今井麻美、立花理香、MoeMi、堀川かえで等の担当プロデューサー（サウンドプロデューサーでもあり、楽曲提供、歌詞提供も行っている）として活躍している。
5pb.からリリースされるキャラクターソングにも数多く楽曲を提供している。濱田がキャラクターソングのサウンドプロデュースを行っている作品のVol.1のほとんどは濱田による作曲である（『はぴねす! でらっくす』、『いつか、届く、あの空に。』、『この青空に約束を― 〜ようこそつぐみ寮へ〜』、『Que 〜エンシェントリーフの妖精〜』、『プリズムアーク』、『かのこん』『にゃんこい!』など）。
今井麻美のWEBラジオ番組『今井麻美のSinger Song Gamer』では、第4回配信でゲストとして初トークを披露し、その後も"濱田P"の愛称で番組本編や動画配信にも度々出演している。
2014年には「AnimeJapan2014」開催時に、「声旬！」ブースにて、単独トークイベントを開催。 2015年にはイヤモニメーカーWestone社主催のヘッドフォン祭りにも出演。
2024年には「『濱田Pとティータイムにトークをしようの会』をマリーグラン赤坂にて開催。
近年はアーティストプロデュースだけではなく、その他ライブプロデュース、朗読劇 の開催など、多種多様な作品の企画演出等も手掛けている。

## 主な楽曲（アーティスト曲）

### 主なアーティスト
今井麻美
- Day by Day・作曲
- Shining Blue Rain・作曲
- The Azure〜碧の記憶〜・作曲
- Strawberry〜甘く切ない涙〜・作詞
- Kissing a dream・作曲
- Aquaのキセキ・作詞
- Horizon・作曲
- regret・作曲 編曲
- SPARKLE・作曲
- シャングリラ・作曲
- フレーム越しの恋・作詞
- 夢のMAHOROBA・作曲
- COLOR SANCTUARY・作曲
- Heavenly sky・作曲
- 満天星・作曲
- 遠雷・作詞
- 想いの羽根〜Angelic White〜・作曲
- 空と海と君と・作曲 編曲
- 花の咲く場所・作曲
- struggle・編曲
- いっしょ。・編曲
- クレッシェンド・作曲
- Limited Love・作曲
- 散花の祈り・編曲
- 僕から君に・作曲 編曲
- 海月〜Jellyfish〜・作曲
- 星屑のリング・作曲
- 化身・作曲
- この雲の果て -Angel’s ladder ver.-・編曲
- BABYLON 〜before the daybreak・作曲
- leap of faith・編曲
- Words of GRACE〜冬のダリア〜・編曲
- unknown world・作曲 編曲
- 砂漠の雨・作曲 ストリングス編曲[12]
- Gene of the Earth・作曲
- 風の音・作曲
- Uneriba・作曲
- IRODORI・作編曲
- グラン・ギニョル・作編曲
- ジャンヌの末裔・作編曲

MoeMi
- 一月のデネブ - Orchestra ver, -・編曲
- 青色プロローグ・編曲
- こもりうた・編曲
- 星のブランコ・編曲
- 世界に優しいあなたに・編曲

立花理香
- 別に・編曲
- flos・作編曲

堀川かえで
- ひかり・作編曲
- 風と夏と君と・作詞、作編曲
- ベニバナ・作編曲
- 内緒だよ。・作編曲
- I Know.・作編曲
- reSTARt・作編曲

原由実
- HANABI（原由実 feat.今井麻美）・作曲
- 天ノ紅・作曲
- 蛍火・作曲
- あふれる想い・作曲
- intention・作詞 作曲
- Snow Drops・作曲
- キミとの未来・作曲

ARTERY VEIN
- Confutatisの祈り・作詞 作曲
- 闇に濡れたCatastrophe・作詞 作曲
- 迷いの森・作詞
- パンドラの夜・作詞 作曲
- Sanctusの彼方に・作詞 作曲
- 陽炎・作詞 作曲

榊原ゆい
- 幻影〜まぼろし〜・作詞 作曲 編曲
- refrain・作詞 作曲 編曲
- 春に咲く想い・作曲 編曲
- KoIGoRoMo・作曲
- 夏の祈り・作曲
- 永遠の恋・作曲
- You♡I -we will be together-・作曲
- RISE・作曲
- Déjà vu・作曲
- Eternal Snow・作曲
- 時のない世界・作曲
- Silky Rain・作詞
- Loop・作詞
- 木漏れ日のソルディーノ・作詞
- Hollow〜暁のそらに〜・作詞
- 終わらない夜・作詞

### その他アーティスト
- Vision〜雪の季節〜（芝原のぞみ）・作曲 編曲
- Snow Jewelry（柚木かなめ）・作曲 編曲
- 虹の彼方に（長谷川明子）・作詞
- ダリア（小坂りゆ）・作曲
- プロセス（KAORI.）・作曲
- Before The Daylight（牧島有希）・作詞 作曲
- Your Memories〜セピア色の思い出達〜（牧島有希）・作詞 作曲 編曲
- In Love With You...（豊嶋真千子）・作詞 作曲
- Over（武石あゆ実）・作詞
- ぴゅあるんはっぴー（武石あゆ実）・作曲

## 主な楽曲（キャラソン）
2005年
- ゲーム『Memories Off #5 とぎれたフィルム』より
  - Dissolve（井ノ上奈々）作詞、作曲、編曲

2006年
- ゲーム『つよきす 〜Mighty Heart〜』より
  - 瞳に語るもの（青山ゆかり）
  - なないろ（草柳順子）

2007年
- ゲーム『はぴねす! でらっくす』より
  - 魔法の宝石箱（榊原ゆい）
  - 負けないよ!（成瀬未亜）
  - 新しい足跡（伊藤静）
- PCゲーム『いつか、届く、あの空に。』より
  - 羅針盤（コンパス）（遠井実瑠）
  - 星が降る時（韮井叶）
- テレビアニメ『この青空に約束を― 〜ようこそつぐみ寮へ〜』より
  - 言葉に出来なくて…（こおろぎさとみ）
  - オレンジの空（中田順子）
  - you…（ひと美）
  - 星のとなりに（名塚佳織）

2008年
- テレビアニメ『かのこん』より
  - カラフル（川澄綾子）

2009年
- テレビアニメ『にゃんこい!』より
  - こころスイッチ（白石涼子）作曲
- PCゲーム『はぴとら -Happy Transportation-』より
  - My Darling♥（遠見はるか）作曲

## 参加作品

### TVアニメ
- センチメンタルジャーニー・作曲、音楽プロデュース
- はぴねす!・音楽プロデュース
- PRISM ARK・音楽プロデュース
- かのこん・音楽プロデュース
- にゃんこい!・音楽プロデュース

### 朗読ショウ
- パレード・ホライゾン・音楽プロデュース、音楽

### ゲーム
- クラシックロード（PS）
- グローランサー4（PS2）
- 首都高バトル（PS）
- 真・女神転生 デビルチルドレン 黒の書・赤の書（GB）
- 真・女神転生 デビルチルドレン 白の書（GB）
- 真・女神転生 デビルチルドレン 光の書・闇の書（GBA）
- 真・女神転生 デビルチルドレン 炎の書・氷の書（GBA）
- ドラゴンナイトII（PCE-SCD）
- スーパーボンバーマン（SFC）
- FC原人（FC）
- 誕生S（SS）
- b.l.u.e. Legend of water（PS）- サウンドディレクション、サウンドエンジニア
- センチメンタルグラフティ（SS）
- センチメンタルグラフティ2（DC）
- センチメンタルプレリュード（PS2）
- ダークハーフ（SFC）
- テトリス武闘外伝（SFC）
- ドラえもん3 のび太と時の宝玉（SFC）
- フィッシュアイズ（PS）
- フィッシュアイズ2（英語版）（PS）